# Chromolaena tacotana
Chromolaena tacotana là một loài thực vật có hoa trong họ Cúc. Loài này được (Klatt) R.M.King & H.Rob. mô tả khoa học đầu tiên năm 1970.